# Bayou Queue de Tortue
Ne doit pas être confondu avec Bayou Tortue.

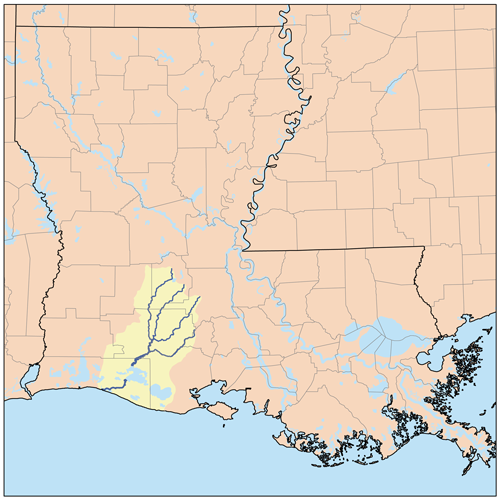
Carte du bassin fluvial de la rivière Mermentau et ses 4 principaux affluents (de gauche à droite) Bayou Nezpiqué, Bayou des Cannes, Bayou Plaquemine Brûlé, et Bayou Queue de Tortue.

Le bayou Queue de Tortue, est un cours d'eau qui coule en Louisiane dans la région de l'Acadiane, aux États-Unis. 

## Géographie
Le bayou Queue de Tortue prend sa source à l'ouest de la ville de Lafayette. Le bayou s'écoule vers l'ouest et forme d'abord dans sa partie amont, une limite naturelle entre la paroisse de Lafayette et la paroisse d'Acadie, puis en aval, le cours d'eau s'infléchit vers le sud et sépare la paroisse d'Acadie de la paroisse de Vermilion.
Au bout d'un parcours sinueux de 64 kilomètres, le bayou Queue de Tortue se jette dans la rivière Mermentau. Le bayou est en partie une voie navigable.
Des praires s'étendent de part et d'autre du bayou et la culture du riz est largement développée autour du bayou Queue de Tortue.

## Histoire
La toponymie de ce bayou provient du nom d'un chef amérindien de la tribu des Atakapas qui se prénommait Célestin La Tortue du temps de la Louisiane française. En 1801, un colon acadien, Jean Lyon, acheta à ce chef, des arpents de terres autour de ce bayou qui fut appelé Queue de Tortue.
En 1940, le bayou Queue de Tortue, eut une crue exceptionnelle et inonda le village de Gueydan. Une digue fut construite en 1950 afin d'endiguer le flot du bayou en cas de montée subite du niveau de l'eau. Aujourd'hui, le bayou s'envase et entraîne de nouvelles inondations.